# Царегородцево
Царегородцево — упразднённая в 2012 году деревня в Санчурском районе Кировской области России. На год упразднения входила в состав Люмпанурского сельского поселения.

## География
Расположена была в юго-западной части области, в зоне хвойно-широколиственных лесов, на берегу реки Вонгус, на расстоянии приблизительно 21 км по прямой на запад-северо-запад от посёлка Санчурск, административного центра района.

### Географическое положение
В радиусе трёх-пяти километров:
- д. Ветлужские (↗ 2.7 км)
- д. Городище 2 (← 2.9 км)
- д. Видякино (↓ 3.2 км)
- д. Косари (↖ 3.3 км)
- д. Кондратьево 2-е (↘ 3.4 км)
- д. Кондратьево (→ 3.7 км)
- д. Демино (↗ 4.1 км)
- д. Городище 1-е (← 4.8 км)

## Климат
Климат характеризуется как умеренно континентальный, с умеренно холодной снежной зимой и тёплым летом. Среднегодовая температура — 1,5 °C. Абсолютный минимум температуры воздуха самого холодного месяца (января) составляет −45 °C; абсолютный максимум самого тёплого месяца (июля) — 37 °C. Годовое количество атмосферных осадков — 687 мм, из которых большая часть выпадает в тёплый период.

## Топоним
Известна с 1891 года как починок Царегородцев; Царегородский.  В  1926 году отмечено три параллельных названия: Царегородцево; Царегородцев; Царегородцевский. Настоящее название утвердилось с 1939 года.

## История
Известна в документах 1891 года.
Снята с учёта 28.06.2012 Законом Кировской области от 28.06.2012 № 178-ЗО.

## Население
В 1905 году жителей 382, в 1926 г. — 484, в 1950 г. — 243.
Опустевшая деревня по данным Всесоюзной переписи населения 1989 года (Итоги Всесоюзной переписи населения 1989 года по Кировской области [Текст] : сб. Т. 3. Сельские населенные пункты / Госкомстат РСФСР, Киров. обл. упр. статистики. — Киров:, 1990. — 236 с., С.166), переписи 2002 года.

## Инфраструктура
Было личное подсобное хозяйство. В 1905 году дворов 65, в 1926 г. — 61, в 1950 г. — 70.

## Транспорт
Просёлочная дорога.